# سعیده پاکروان
سعیده پاکروان (فرانسوی: Saïdeh Pakravan‎؛ زادهٔ ۱ اوت ۱۹۴۲) یک شاعر، وبلاگ‌نویس سیاسی و نویسنده کتاب‌های رمان و غیر رمان اهل فرانسه و ایالات متحده آمریکا است.
او در ایران و در خانواده‌ای فرانسوی‌زبان به‌دنیا آمد و ساکن پاریس و واشینگتن دی.سی. بوده است. وی نوهٔ امینه پاکروان نویسندهٔ رمان‌ها و پژوهش‌های تاریخی از جمله «شاهزاده گمنام» (امیر بی‌تاریخ) است که در سال ۱۹۵۱ برندهٔ «جایزهٔ ریوارول» شد. وی از خاندانی بزرگ است که بیشترشان از دیپلماتها و مقامات ردهٔ بالای کشور بوده و دارای دلبستگی‌های فرهنگی متفاوتی به‌ویژه در زمینهٔ ادبیات بودند. سعیده پاکروان خواندن را از سن ۴ سالگی آغاز نمود و از همان آغاز به نویسندگی علاقه داشت. وی در سن ۱۸ سالگی نخستین رمان خود را به نام «آنکه رؤیا دید» به زبان فرانسوی به رشتهٔ تحریر درآورد که به‌تدریج منتشر شد.
وی از سال ۱۹۹۴ تا ۲۰۰۱ سردبیر فصل‌نامهٔ فرهنگی «چنته» بود که به زبان انگلیسی برای نسل دوم ایرانیان مهاجر چاپ می‌شد. مجموعه گردآوری‌های او به نام «توقیف هویدا: داستانی از انقلاب ایران» در سال ۱۹۹۸ میلادی منتشر شد. چندین داستان کوتاه، شعر و مقاله از او در ژورنال‌های ادبی انگلستان و ایالات متحده آمریکا منتشر شده‌است. رمان خودمنتشرکردهٔ او تحت عنوان «آزادی، تظاهرات در خیابان‌های تهران» (۲۰۰۱) به‌صورت بخش‌به‌بخش در یک وبلاگ به زبان فارسی منتشر شد که به همین منظور ایجاد شده بود.
در اواخر سال ۲۰۱۴ نسخهٔ فرانسوی رمان «آزادی، تظاهرات در خیابان‌های تهران» که توسط خودش به زبان فرانسوی ترجمه شده بود، توسط انتشارات «بلفون» چاپ و با تحسین منتقدان روبرو شد. وی در مصاحبه‌ای با فیگارو در فوریه ۲۰۱۵ گفت: «اگر کسی اهل مدارا و مماشات باشد، می‌تواند نسبتاً خوب در ایران زندگی کند». موریل بارت در نقد این کتاب که در وبلاگ فرهنگی «اِکلکتیکا» منتشر شد، نوشت: «یک شب لازم بود تا این کتاب را بخوانیم، یک شب برای تجربهٔ بخشی از تاریخ و کشفی جدید دربارهٔ یک کشور».
سایر رمان‌های سعیده پاکروان که همگی به زبان انگلیسی نوشته شده‌اند عبارتند از: «آتش‌بس»، «اصل آرزومندی» و «امیر». جدیدترین رمان او «یک‌صد سفر» در ژانویهٔ ۲۰۱۹ منتشر شد.

## نقد فیلم
وی برای وبگاه سینمایی «اسکرین کامنت»، حدود ۱۵۰ نقد فیلم نوشته‌است که موضوع‌های گوناگونی و متنوعی را همچون فیلم‌های بلکککلنزمن و بازیکن شماره یک آماده در بر می‌گیرد. او همچنین کتابی سینمایی به عنوان «یک‌صد سال از فیلم‌هایی که باید دید» نگاشته‌است که یک نمایه از فیلم‌هاست.